# ويليام بريسكوت
ويليام بريسكوت (بالإنجليزية: William Prescott)‏ هو عالم طبيعي وسياسي أمريكي، ولد في 29 ديسمبر 1788 في غيلمانتون في الولايات المتحدة، وتوفي في 18 أكتوبر 1875. انتخب عضو مجلس ولاية نيوهامبشير.